# トリコデルマ

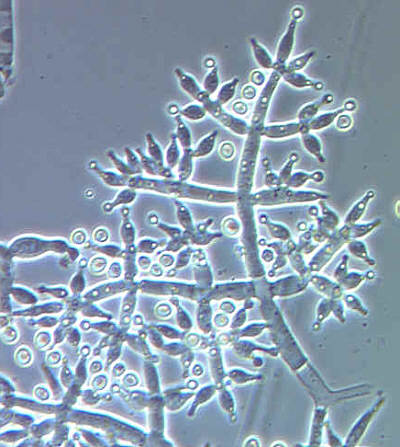
トリコデルマの分生子形成部

トリコデルマ (Trichoderma) は、フンタマカビ綱ボタンタケ目ボタンタケ科に属する子嚢菌。無性世代では緑色の胞子を形成することからツチアオカビの名で呼ばれることもある。一方、有性世代では球形の子実体（キノコ）を作りボタンタケと呼ばれる。森林土壌などに普通に見られるが、時にキノコ栽培に被害を与える。

## 特徴
菌糸は素早く成長する。寒天培地上、室温ではごく薄いコロニーとして寒天を広く覆った後に、分生子形成が始まる。分生子形成の型はフィアロ型で、フィアライドという紡錘形の細胞の先端から分生子を連続して出芽する。この点ではアオカビやコウジカビと同じだが、違うのは、生じた分生子が液滴の中に出ることである。アオカビなどでは、古い分生子から前へ送られて分生子が数珠状になるが、トリコデルマの場合、形成された分生子がフィアライドの先端の液体の粒の中に次々と送り出されるので、フィアライドの先端に分生子の団子ができる。
分生子柄は往々にして集まって生じる。培地上の菌糸、あるいは気中の菌糸から立ち上がり、何度か分枝する。枝は主軸からほぼ直角に出て、また同じ点から対をなして出る。各枝の先端にはそれぞれに三つのフィアライドが、やはり互いにほぼ直角につく。それぞれの先端に分生子の団子がつく。全体で見ると、繰り返して規則的に分枝した樹枝状の枝の先端に、緑色の固まりがそれぞれに着いている姿となり、なかなか美しい。しかし、古くなると、団子が大きくなって互いにくっつき、見る影も無くなる。
肉眼的には、始めはコロニーのあちこちに白緑色の粉を吹いたような塊を生じる、といった姿に見え、後にはそれらが緑色のベタベタになる。
なお、よく分生子柄が集まって集団を作るので、野外でも見つける事が出来る。腐敗の始まった枯れ木などの、湿度の保たれるような面を探すと、白緑色から深緑色の小さなパッチ状の塊の形で見られる。ただし、後述のグリオクラディウムも同じに見える。

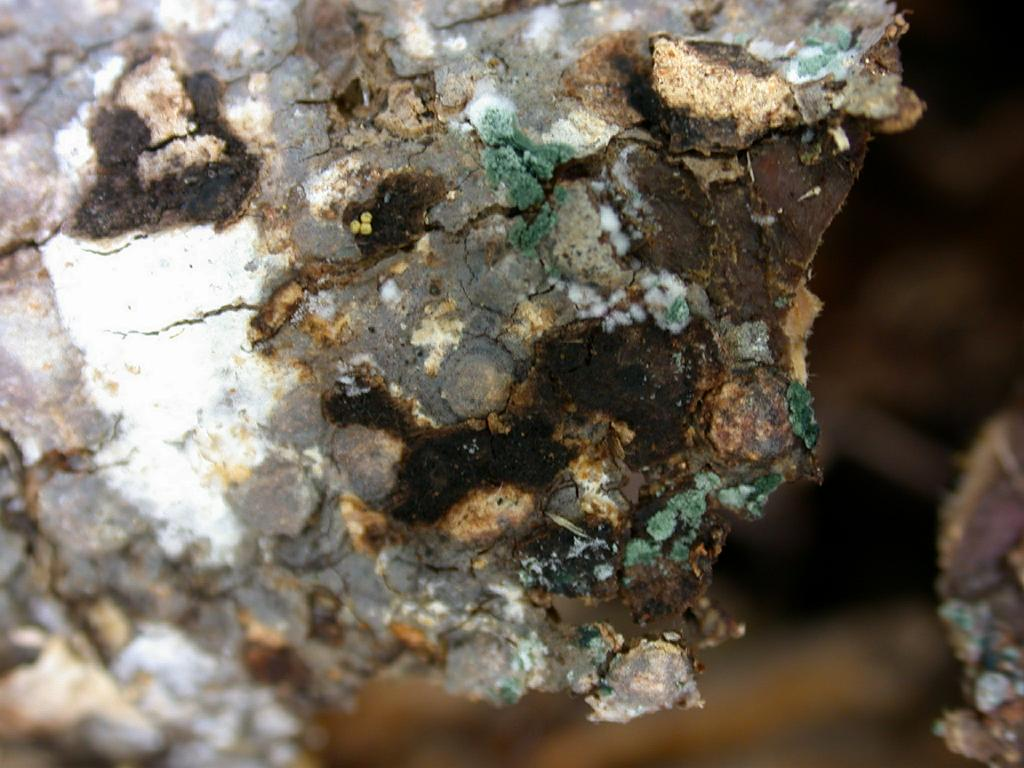
野外でのコロニー
（森林内、倒れた枯れ木の樹皮）

## 完全世代
完全世代は小さな球形の上に口の空いた子実体を作り、それを子座と言われる菌糸で形成されたマットに埋もれた状態で形成する。外見上は、もこもこした菌糸の固まりで、表面に黒い点が並んだように見えるものである。色は概して明るい赤っぽい色で、朽ち木の表面や、あるいは堅いキノコの表面に出てくる。

## 分類
250種以上が認められている。無性世代のトリコデルマ属Trichodermaについては1960年代まで1種（T. viride）のみと考えられていたが、その後100種以上に細分化された。有性世代にはボタンタケ属Hypocreaあるいはツノタケ属Podostromaという名が与えられていた。2013年以降、無性世代と有性世代で統一した学名を用いることになり、先名権の原則通りトリコデルマを用いることが提案されている。
以下に日本でしばしば見出される種を挙げる。
- T. alutaceum (P. alutaceum) ツノタケ
- T. cerebriforme (H. cerebriformis, H. grandis) オオボタンタケ[注釈 1]
- T. citrinoviride (H. contorta, H. schweinitzii) クロボタンタケ
- T. citrinum (H. citrina) キボタンタケ
- T. cornu-damae (P. cornu-damae) カエンタケ
- T. gelatinosum (H. gelatinosa) オリーブボタンタケ
- T. lixii (H. lixii) カラスノボタンタケ
- T. peltatum (H. peltata) オオボタンタケ[注釈 1]
- T. pulvinatum (H. pulvinata) キンセイボタンタケ
- T. viride (H. rufa) アカボタンタケ

有性世代
- T. alutaceum
ツノタケ
- T. citrinum
キボタンタケ
- T. cornu-damae
カエンタケ
- T. gelatinosum
オリーブボタンタケ
- T. sinuosum
- T. sulphureum

## 近縁なカビ
分生子形成型や分生子柄の分枝が似ているものに、グリオクラディウム Gliocladium がある。異なる点は、主軸が短いこと、分枝の回数が少ないこと、分枝がすべて上を向くことである。そのため、胞子形成部がほぼ同じ面に並ぶので、形成された分生子が始めから一つの粘液球にまとまることである。結果として、ホウキの先端に団子を乗せたような形になる。そのため外見上は大いに異なるが、中間的な形のものもある。ちなみに、肉眼的には緑色のよく似たコロニーになる。

## 人間とのかかわり
一般に森林土壌など、植物遺体の多い環境には非常に多いもので、枯れ木や朽ち木などにもよく繁茂する。土壌菌の分離を行う場合に、よく寒天培地上を覆いつくす。また、そのような場合、このカビが出現した培地では他のカビの出現が減ると言われる。これは、このカビが他の菌の生育を妨げる物質を分泌する、いわゆる他感作用を持つためである。
この性質があるために、キノコ栽培において、このカビが発生すると、キノコの菌糸の成長に害を与える。シイタケ栽培等においては害菌として扱われ、シイタケのトリコデルマ病や茎膨れ病などと呼ばれるものは、いずれもこの菌によるもので、キノコの形が異常になったり、キノコが腐り始めたりするので、薬剤によって防ぐ方法が開発されている。
逆に、この性質を利用し、他のカビによる病害を防ぐことも考えられている。ハイイロカビやフハイカビによる病害を防ぐ目的で作物の根元に接種する方法も実用化されている。また、この菌の抽出物がキノコの菌を溶解する特性を利用し品種改良にも使用される。
抗生物質を産出する種も存在する。Trichoderma viride は21個のアミノ酸からなるペプチド系の抗生物質 Alamethicin (C92H150N22O25, CAS 27061-78-5) を分泌することが、1960年代に発見されている。
育苗中の水稲に感染すると苗立枯病をおこす原因の一つ。